# 科斯泰尔马诺
科斯泰尔马诺（義大利語：Costermano），是意大利威尼托大区维罗纳省的一个市镇。总面积16.93平方公里，人口3554人，人口密度209.9人/平方公里（2009年）。国家统计（ISTAT）代码为023030。

## 友好城市
- 德国莱希河畔奥伯恩多夫 1989年